# بلغاريا
بلغاريا أو جمهورية بلغاريا (بالبلغارية: Република България)‏ دولة تقع جنوب شرقي أوروبا مطلة على البحر الأسود من جهته الغربية. تحدها رومانيا شمالاً، وتركيا واليونان جنوبا، وجمهورية صربيا وجمهورية مقدونيا الشمالية غرباً. بمساحة 110,994 كيلومتر مربع لتكون بلغاريا الدولة ال16 من حيث المساحة في أوروبا، وعاصمتها وأكبر مدنها هي مدينة صوفيا التي تقع في جهتها الغربية، والعملة الرسمية لبلغاريا هي الليف بلغاري.
بدأت ثقافات ما قبل التاريخ الاستيطان في أراضي بلغاريا خلال فترة عصر حجري حديث. شهد تاريخها القديم التراقيون وفيما بعد اليونان والإمبراطورية الرومانية. يعود نشوء الدولة البغارية الموحدة إلى تأسيس الإمبراطورية البلغارية الأولى عام 681م، التي حكمت معظم دول البلقان وعملت كمركز ثقافي للسلاف خلال العصور الوسطى. مع سقوط الإمبراطورية البلغارية الثانية عام 1396م، أصبحت مناطقها تحت سيطرة الدولة العثمانية لحوالي قرون.
أدت الحرب الروسية العثمانية (1853 - 1856) إلى تشكيل الدولة البلغارية الثالثة، في السنين اللاحقة شهدت بلغاريا عدة نزاعات مع جيرانها، مما دفعها للتحالف مع ألمانيا في الحربين العالميتين الأولى والثانية. في عام 1946م أصبحت بلغاريا دولة اشتراكية حزبية واحدة بقيادة الاتحاد السوفيتي (الكتلة الشرقية).
في ديسمبر 1989 سمح الحزب الشيوعي البلغاري الحاكم بانتخابات متعددة الأحزاب التي بالتالي أدت إلى تحول بلغاريا إلى دولة ديمقراطية ومركز سوق اقتصادي.
وانضمت إلى الاتحاد الأوروبي في أول يناير 2007.

## الجغرافيا

تضاريس بلغاريا

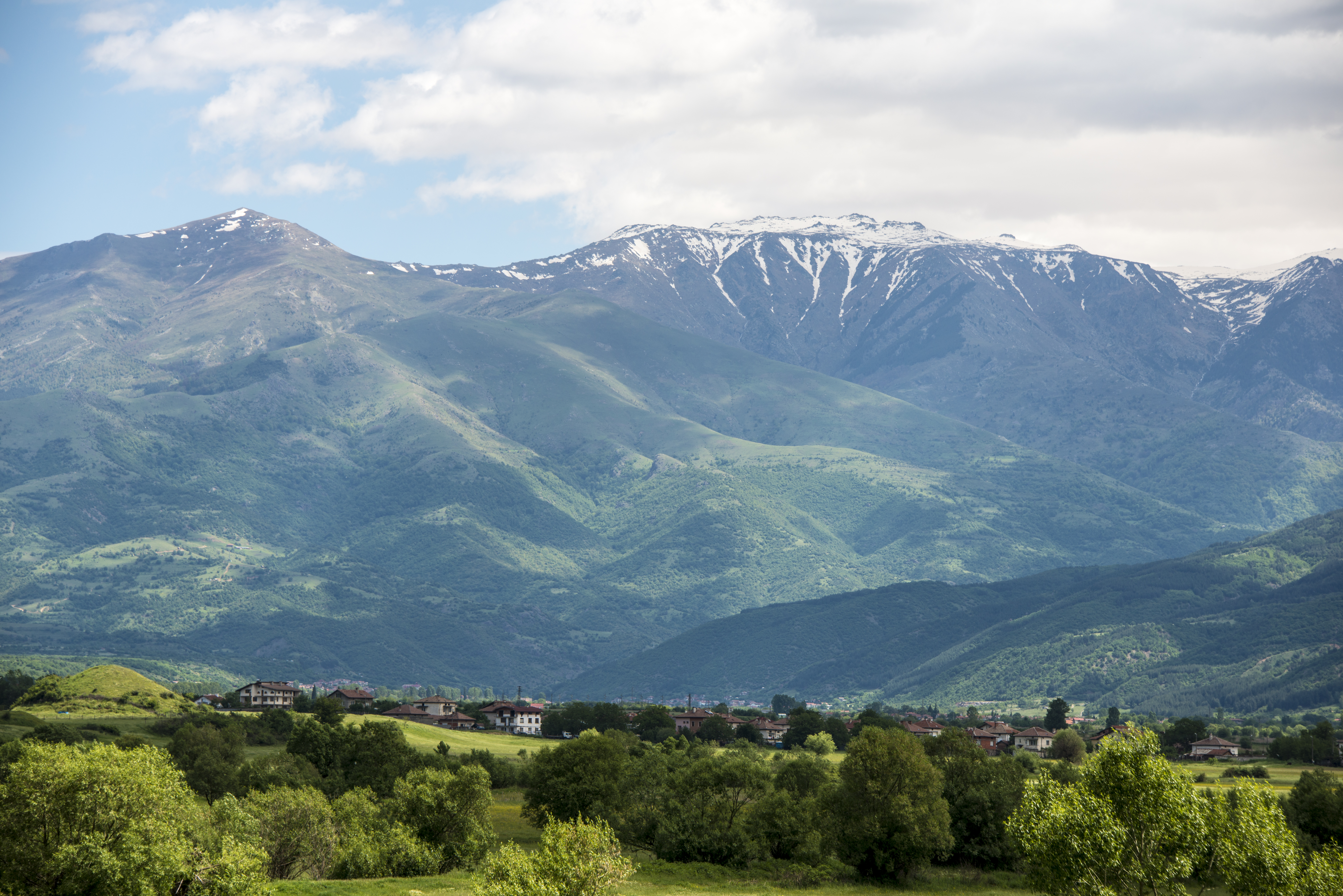
جبال ريلا، أعلى سلسلة جبال في البلقان وجنوب شرق أوروبا

بلغاريا تحتل جزءا من شبه جزيرة البلقان الشرقية على الحدود مع خمس دول اليونان وتركيا من الجنوب ومقدونيا وصربيا إلى الغرب، ورومانيا إلى الشمال. الحدود البرية لديها مع الدول الخمس بطول إجمالي يبلغ 1808 كيلومتر (1123 ميل)، والساحل يبلغ طولها 354 كيلومتر (220 ميل). وبلغاريا هي دولة متوسطة الحجم تبلغ مساحتها إجمالية قدرها 110994 كيلو متر مربع (42855 ميل مربع). الإحداثيات الجغرافية بلغاريا هي 43 درجة شمالاً 25 درجة شرقًا.
الميزات الطبوغرافية أبرز هي سهل دانوب وجبال البلقان، والتراقي عادي، وجبال رودوب. على الحافة الجنوبية للدانوب عادي المنحدرات صعودا إلى سفوح جبال البلقان، في حين يحدد نهر الدانوب على الحدود مع رومانيا. والتراقي عادي هو الثلاثي تقريبا، ابتداء من جنوب شرق صوفيا وتوسيع نطاق وصولها إلى ساحل البحر الأسود.
تشغيل جبال البلقان أفقيا من خلال وسط البلاد. وجبلية جنوب غرب البلاد اثنين من جبال الألب نطاقات ريلا وبيرين، التي تقع على حدود جبال أقل ولكن أكثر اتساعا رودوب إلى الشرق. بلغاريا تعد موطنا لأعلى نقطة في شبه جزيرة البلقان، المصلى، في 2925 متر (9596 قدم) وأدنى نقطة له هو مستوى سطح البحر. السهول تحتل حوالي ثلث أراضي، في حين الهضاب والتلال تحتل 41 في المائة. وتشهد البلاد شبكة كثيفة من حوالي 540 نهرا، وهي في معظمها صغيرة نسبيا ومع انخفاض منسوب المياه. وأطول نهر يقع فقط في الأراضي البلغارية، وعسكر، يبلغ طولها 368 كيلومتر (229 ميل). وتشمل الأنهار الرئيسية الأخرى لمركب ستروما وماريتزا في الجنوب.
بلغاريا لديها مناخ ديناميكي، والذي ينتج من كونها المتمركزة في نقطة التقاء البحر الأبيض المتوسط والكتل الهوائية القارية وتأثير حاجز جبالها. المتوسطات الشمالية بلغاريا 1 درجة مئوية (1.8 درجة فهرنهايت) أكثر برودة ويسجل 200 ملليمترا ( 7.9 في) المزيد من الأمطار سنويا من مناطق جنوب جبال البلقان. سعة درجة الحرارة تتفاوت تفاوتا كبيرا في مختلف المجالات. أدنى درجة حرارة سجلت هي -38.3 درجة مئوية (-36.9 درجة فهرنهايت)، في حين أن أعلى من 45.2 درجة مئوية (113.4 درجة فهرنهايت). المتوسطات الهطول عن 630 ملم (24.8 في) سنويا، وتتراوح من 500 ملم ( 19.7 في) في دبردجا إلى أكثر من 2500 ملم (98.4 في) في الجبال. الكتل الهوائية القارية جلب كميات كبيرة من الثلوج خلال فصل الشتاء.

## التركيبة السكانية

### السكان
ويبلغ عدد سكان بلغاريا 6,519,789 نسمة حسب التعداد الوطني عام 2021، الغالبية العظمى من السكان، أو 72.5 في المائة، يقيمون في المناطق الحضرية؛ تقريباً يتركز سدس مجموع السكان في صوفيا البلغار هم المجموعة العرقية الرئيسية وتشمل 84.8 في المئة من. عدد السكان. تشمل الأقليات التركية وروما 8.8 و 4.9 في المائة على التوالي. وتضم نحو 40 الأقليات الصغيرة بنسبة 0.7 في المائة، و 0.8 في المائة لا تحديد المصير مع مجموعة عرقية.
| توزيع لغات بلغاريا (2001) | توزيع لغات بلغاريا (2001) | توزيع لغات بلغاريا (2001) | توزيع لغات بلغاريا (2001) | توزيع لغات بلغاريا (2001) |
| ------------------------- | ------------------------- | ------------------------- | ------------------------- | ------------------------- |
|                           |                           |                           |                           |                           |
| البلغارية                 | البلغارية                 |                           | 84.5%                     | 84.5%                     |
| التركية                   | التركية                   |                           | 9.6%                      | 9.6%                      |
| الغجر                     | الغجر                     |                           | 4.1%                      | 4.1%                      |
| آخرون                     | آخرون                     |                           | 0.9%                      | 0.9%                      |
| غير معلن                  | غير معلن                  |                           | 0.9%                      | 0.9%                      |

جميع المجموعات العرقية تتحدث البلغارية، إما كلغة أولى أو كلغة ثانية. البلغارية هي اللغة الوحيدة التي صفة رسمية وأصلية عن 85.2 في المائة من السكان. أقدم لغة مكتوبة السلافية، البلغارية تكون مميزة من اللغات الأخرى في هذه المجموعة من خلال بعض الخصائص النحوية مثل عدم وجود حالات الاسم وإنفينيتيفس، والتعريف سوفكسد.
وتشير تقديرات الحكومة من 2003 معدل معرفة القراءة والكتابة في 98.6 في المائة، مع عدم وجود فرق كبير بين الجنسين. وكانت المستويات التعليمية العالية تقليدياً، وإن كانت لا تزال بعيدة عن المعايير الأوروبية والتدهور المستمر على مدى العقد الماضي. وكان الطلاب البلغارية بين أعلى الدرجات في العالم من حيث القراءة في عام 2001، وأداء أفضل من لهم نظرائه الكندي والألماني. بحلول عام 2006، وكان العشرات في القراءة والرياضيات والعلوم تدهورت. الإنفاق الحكومي على التعليم هي أقل بكثير من متوسط الاتحاد الأوروبي. وزارة التربية والتعليم والشباب والعلوم تمول جزئياً المدارس العامة والكليات والجامعات، ويحدد معايير للكتب المدرسية وتشرف على عملية النشر. وتوفر الدولة التعليم المجاني في المدارس الابتدائية والثانوية العامة. تمتد العملية التعليمية من خلال 12 درجات، حيث الصف الأول وحتى ثمان الابتدائي وتسعة من خلال الإثني عشر هي المرحلة الثانوية. يمكن المدارس الثانوية أن تكون الفني والمهني، عامة أو متخصصة في بعض الانضباط، في حين يتكون التعليم العالي على درجة البكالوريوس لمدة 4 سنوات، ودرجة الماجستير من العمر 1.

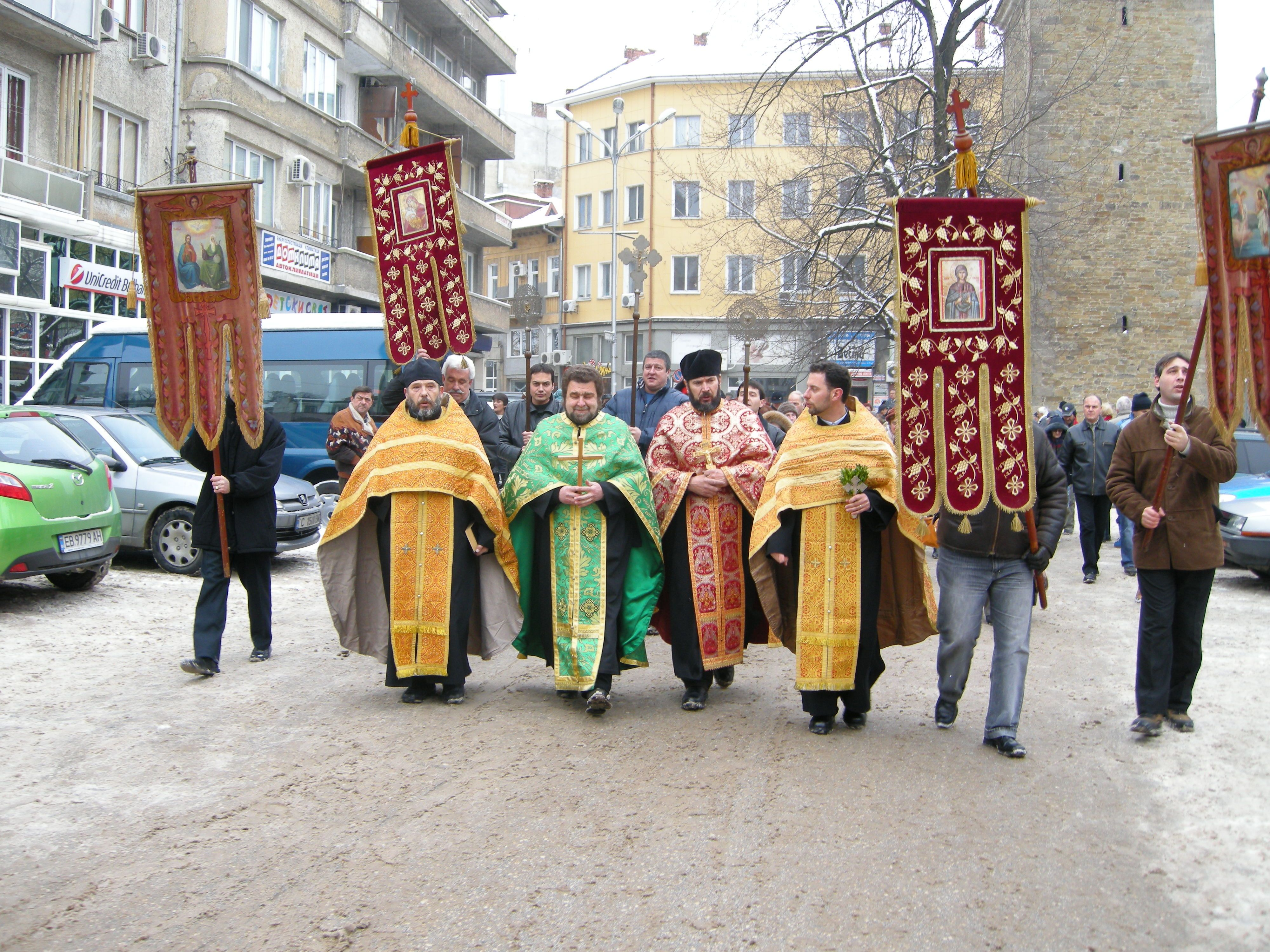
البلغارية الأرثوذكسية ظهور إلهي.

دستور بلغاريا تعرف بأنها دولة علمانية مع الحرية الدينية مكفولة، ولكن يعين الأرثوذكسية كدين «التقليدية». والكنيسة الأرثوذكسية البلغارية اكتسبت مكانة المستقلة في عام 927 ميلادية, وحاليا لديها 12 الأبرشيات وأكثر من 2000 الكهنة. أكثر من ثلاثة أرباع البلغار الاشتراك في الأرثوذكسية الشرقية. المسلمون السنة هي ثاني أكبر مجتمع وتشكل 10 في المائة من التركيبة الدينية، على الرغم من أن الغالبية منهم لا يصلي والعثور على استخدام الحجاب الإسلامي في المدارس غير مقبولة. تنتسب أقل من ثلاثة في المائة مع الأديان الأخرى، 11.8 في المائة لا يعرفون الذاتي مع الدين ورفض 21.8 في المائة إلى القول معتقداتهم.
بلغاريا لديها نظام صحي شامل الممولة من الضرائب والمساهمات. الصندوق الوطني للتأمين الصحي (NHIF) يدفع نسبة متزايدة تدريجياً من تكاليف الرعاية الصحية الأولية. نفقات الرعاية الصحية المتوقعة لعام 2013 تبلغ 4.1 في المائة من الناتج المحلي الإجمالي. عدد الأطباء فوق المتوسط في الاتحاد الأوروبي مع 181 طبيباً لكل 100,000 شخص، ولكن التوزيع حسب مجالات الممارسة غير المتكافئ، وهناك نقص حاد في الممرضين وغيرهم من العاملين في المجال الطبي، ونوعية معظم الطبية مرافق رديئة. نقص الموظفين في بعض الحقول شديدة لدرجة أن المرضى الذين يلجأون إلى طلب العلاج في البلدان المجاورة. بلغاريا في المرتبة 113th في العالم بحلول متوسط العمر المتوقع، والذي يبلغ 73.6 سنة لكلا الجنسين. والأسباب الرئيسية للوفاة هي مماثلة لتلك في البلدان الصناعية الأخرى، وأمراض القلب والأوعية الدموية بشكل رئيسي، والأورام وأمراض الجهاز التنفسي.
بلغاريا في حالة من الأزمة الديموغرافية. وكان له النمو السكاني السلبي منذ 1990 في وقت مبكر، عندما تسبب الانهيار الاقتصادي على الأمد الطويل موجة الهجرة. بعض 937,000 إلى 1,200,000 شخص معظمهم من الشباب - يسار البلاد بحلول عام 2005. ويقدر إجمالي معدل الخصوبة الإجمالي في عام 2013 عند 1.43 الأطفال الذين يولدون / امرأة، وهو أقل من معدل الإحلال 2.1. وثلث جميع الأسر تتكون من شخص واحد فقط و 75،5 في المائة من الأسر ليس لديها أطفال تحت سن ال 16. ونتيجة لذلك، والنمو السكاني والولادة الأسعار من بين أدنى المعدلات في العالم في حين أن معدلات الوفاة من بين أعلى المعدلات. غالبية الأطفال يولدون للنساء غير المتزوجات (من جميع الولادات كانت 57.4 في المائة خارج إطار الزواج في عام 2012).
حسب إحصاءات عام 2001 فإن حوالي 83.9% من سكان بلغاريا هم بلغاريون، مع وجود أقليتين كبيرتين هم الأتراك (9.4%) والغجر (4.7%)، كما أن هناك أقليات أخرى صغيرة، أهمها الأرمن، الروس، التتار، المقدونيون، اليهود وغيرهم.

### اللغة
اللغة الرسمية هي البلغارية والتي يتحدث بها حوالي 84.8% من سكان البلاد، وهي إحدى اللغات السلافيية الجنوبية. ينطق بها حوالي عشرة ملايين نسمة في بلغاريا وأجزاء من اليونان، و رومانيا، وجمهوريتي مولدوفيا وأوكرانيا. أبجديتها سيريلية الأصل ويبلغ عدد حروفها تسعة وعشرون حرفا.

### الدين
- مسيحيون أرثوذوكسيون: 84% من البلغار هم أتباع الكنيسة البلغارية الأرثوذكسية، إحدى الكنائس الأرثوذكسية الشرقية.
- مسلمو بلغاريا: حوالي 13% من سكان بلغاريا هم مسلمون.
- مسيحيون طوائف أخرى وديانات أخرى: حوالي 3% هم من الكاثوليك، و‌البروتستانت وأتباع لديانات أخرى.

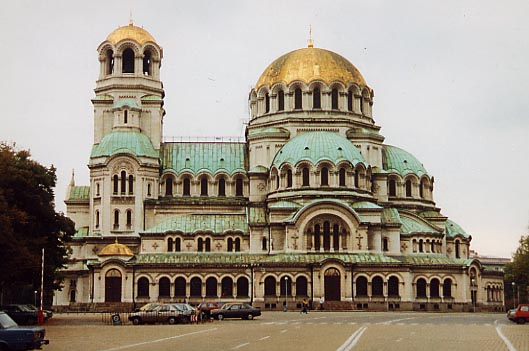
كاتدرائية ألكسندر نفسكي في صوفيا إحدى أكبر كاتدرائيات أوروبا الأرثوذكسية.

يعد التاريخ الحقيقي لدخول الإسلام لبلغاريا مع الفتح العثماني الذي قام به السلطان مراد الأول الذي فتح صوفيا والجزء الجنوبي من بلغاريا سنة 774 هـ ثم مواصلة الفتح على يد السلطان بايزيد الصاعقة ابن مراد الأول سنة 796 هـ، وكان هذا الفتح إيذاناً باشتعال الحروب الصليبية الأوربية ضد الفتح الإسلامى وخرجت بلغاريا من السيادة العثمانية بعد هزيمة بايزيد الصاعقة على يد تيمور لنك في معركة سهل أنقرة سنة 805هـ، ولكن سرعان ما عادت بلغاريا للسيادة العثمانية مرة أخرى أيام السلطان محمد الفاتح وظلت تحت حكم الإسلام من سنة 863هـ حتى سنة 1295هـ في مؤتمر برلين الذي أعطيت فيه بلغاريا الاستقلال النهائي عن الدولة العثمانية التي كانت في حالة شديدة من الضعف وتسلط الأعداء وأثناء حكم العثمانيين لتلك البلاد والذي امتد أكثر من أربعة قرون كان من الطبيعي أن يدخل الإسلام مع الفاتحين الجدد واستوطن عدد من العثمانيين البلاد كما اعتنق الإسلام عدد من أهل البلاد وقد عرف هؤلاء باسم 'البوماك' وعلى الرغم من طول فترة الحكم الإسلامي لتلك البلاد إلا أن عد المسلمين لم يكن كبيراً مقارنة مع المسيحيين ذلك لانصراف العثمانيين عن الاهتمام بالدعوة ونشر الدين الإسلامي الحنيف في البلاد المفتوحة خاصة أوروبا حيث كانت الدعوة يقوم بأمرها الدعاة والمحتسبون على مستوى فردي أو جماعات وليس سياسة دولة شاملة، كذلك لضعف العثمانيين في اللغة العربية جعلهم لا يقومون بواجب الدعوة كما يجب أن يكون.

### الأعياد والعطلات الرسمية
| التاريخ   | المناسبة             |
| --------- | -------------------- |
| 1 يناير   | رأس السنة الميلادية  |
| 6 يناير   | عيد الظهور الإلهي    |
| 3 مارس    | عيد التحرير          |
| 19 مارس   | عيد الفصح            |
| 1 مايو    | عيد العمال           |
| 24 مايو   | يوم التربية والثقافة |
| 6 سبتمبر  | عيد الاتحاد          |
| 22 سبتمبر | عيد الاستقلال        |
| 1 نوفمبر  | عيد جميع القديسين    |
| 25 ديسمبر | عيد الميلاد          |

## التاريخ
أول دولة بلغارية تعود نشأتها إلى عام 681 م، أسستها آنذاك قبائل بلغارية تحت قيادة الخان أسباروخ بالتعاون مع السكان المحليين من القبائل السلافية والثراسية. دخل الدين المسيحي عام 864 م إلى البلاد، حيث كانت تقع تحت منطقة التأثير البيزنطي. كانت الإمبراطورية البلغارية ذات قوة ونفوذ في أوروبا في القرنين التاسع والعاشر الميلادي وكانت العدو الأبرز للإمبراطورية البيزنطية أثناء منافسة الدولتين على أراضي البلقان.
احتل العثمانيون بلغاريا عام 1396 م وضموها إلى دولة الخلافة. بقيت تحت سيطرتهم أربع مئة سنة. طبقاً لاتفاقية سان ستيفانو لإنهاء الحرب الروسية التركية حصلت بلغاريا على الاستقلال رسمياً عام 1878 م ولكنها بقيت فعلياً تحت سيطرة الأتراك.
أُعلن قيام مملكة بلغاريا عام 1908 م وفرديناند الأول ملكاً لها. انتصرت بلغاريا في حرب البلقان الأولى عام 1912 م و 1913 م ضد الأتراك ولكنها انهزمت في حرب البلقان الثانية عام 1913 م ضد العثمانيين واليونانيين والصرب.
في الحرب العالمية الأولى انضمت بلغاريا إلى جانب قوات المحور في الحرب العالمية الأولى. بعد هزيمتها في الحرب العالمية تنازل فرديناند الأول لصالح ابنه بوريس الثالث.
في فترة ما بين الحربين العالميتين حاول الشيوعيون الوصول إلى الحكم بطرق سلمية وطرق أخرى ولكن دون جدوى. في عام 1935 انتهج بوريس الثالث من بلغاريا سياسة داخلية استبدادية، منهياً بذلك الحياة الديمقراطية. وقفت بلغاريا إلى جانب دول المحور في الحرب العالمية الثانية، احتلتها القوات السوفياتية عام 1944 وأُعلن قيام الجمهورية الشعبية عام 1946 م، أصبحت بذللك رويداً رويداً إحدى دول الكتلة الشيوعية لغاية التسعينات من القرن العشرين. شهدت المناطق التي تسكنها الأقلية التركية ترحيل جماعي، قلاقل ونزاعات عدة.
أُقيمت أول انتخابات حرة عام 1990 في بلغاريا بعد سقوط الشيوعية، الحزب الاشتراكي (الشيوعي السابق) فاز بها.

## السياسة

### النظام السياسي
بلغاريا هي جمهورية برلمانية، يتم انتخاب الرئيس فيها مباشرة كل خمس سنوات، له الحق في تمديد رئاسته مرة واحدة. الرئيس هو أعلى سلطة سياسية في البلاد وهو قائد القوات المسلحة، البرلمان له الحق في الاعتراض على قرارات الرئيس عند حصوله على الأغلبية. يتم تسمية رئيس الوزراء من قبل رئيس الدولة، اعتمادا على نتائج الانتخابات النيابية، مجلس الوزراء يحتوي حاليا على عشرين عضوا، يتكون البرلمان البلغاري Narodno Sabranie من مجلس واحد، به 240 عضوا، يتم انتخابهم كل أربع سنوات. يتألف الجهاز القضائي البلغاري، من محاكم محلية، إقليمية ومحاكم استئناف، إضافة إلى المحكمة الدستورية والمحكمة الإدارية العليا ومحاكم عسكرية أخرى.

### العلاقات الخارجية

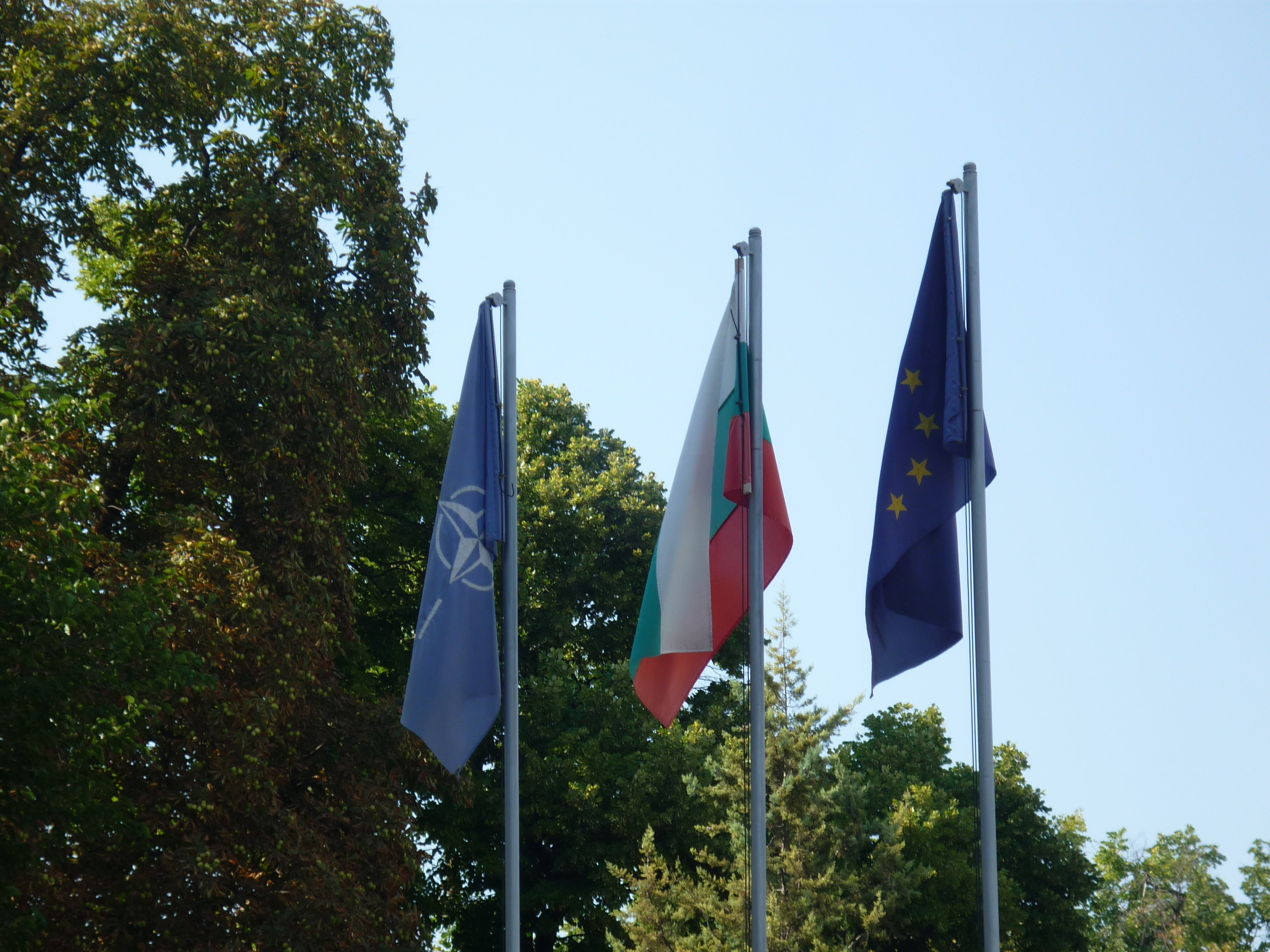
أعلام منظمة حلف شمال الأطلسي، بلغاريا والاتحاد الاوروبي في النادي العسكري بلوفديف، بلغاريا.

أصبحت بلغاريا عضوا في الأمم المتحدة في عام 1955 ومنذ عام 1966 كان عضوا غير دائم في مجلس الأمن ثلاث مرات، كان آخرها من عام 2002 إلى عام 2003. بلغاريا وكان أيضا من بين الدول المؤسسة لمنظمة الأمن والتعاون في أوروبا (OSCE) في عام 1975. وانضم إلى حلف شمال الاطلسي في 29 مارس 2004، وقعت على معاهدة الاتحاد الأوروبي الانضمام في 25 نيسان 2005، وأصبح عضوا كاملا في الاتحاد الأوروبي في 1 يناير 2007. استطلاعات الرأي التي أجريت بعد سبع سنوات على انضمام البلاد لتأسيس الاتحاد الأوروبي 15٪ فقط من البلغار شعرت أنها استفادت شخصيا من العضوية، مع ما يقرب من 40٪ من السكان قائلين انهم لن يكلف نفسه عناء التصويت في انتخابات الاتحاد الأوروبي 2014. أصبح التكامل الأوروبية الأطلسية أولوية لهذا البلد منذ سقوط الشيوعية، على الرغم من أن اضطرت القيادة الشيوعية أيضا تطلعات ترك حلف وارسو والانضمام إلى المجتمعات الأوروبية التي كتبها عام 1987.
العلاقة بلغاريا مع جيرانها منذ عام 1990 وكانت جيدة عموما. البلاد أيضا يلعب دورا هاما في تعزيز الأمن الإقليمي. بلغاريا لديها تعاون الاقتصادي والدبلوماسي الثلاثي النشط مع رومانيا واليونان، تقيم علاقات قوية مع دول الاتحاد الأوروبي والولايات المتحدة وروسيا، ويستمر لتحسين قدرتها علاقات جيدة تقليديا مع الصين، وفيتنام. محاكمة فيروس نقص المناعة البشرية في ليبيا، والتي أعقبت بعد سجن العديد من الممرضات البلغاريات في بنغازي في عام 1998، كان لها تأثير كبير على العلاقات بين بلغاريا والاتحاد الأوروبي وليبيا. وأسفر إطلاق سراح الممرضات قبل حكومة الزعيم الليبي معمر القذافي، والتي منحت عقدا للحصول على المفاعل النووي وأسلحة الإمدادات من فرنسا في المقابل.

### التقسيمات الإدارية

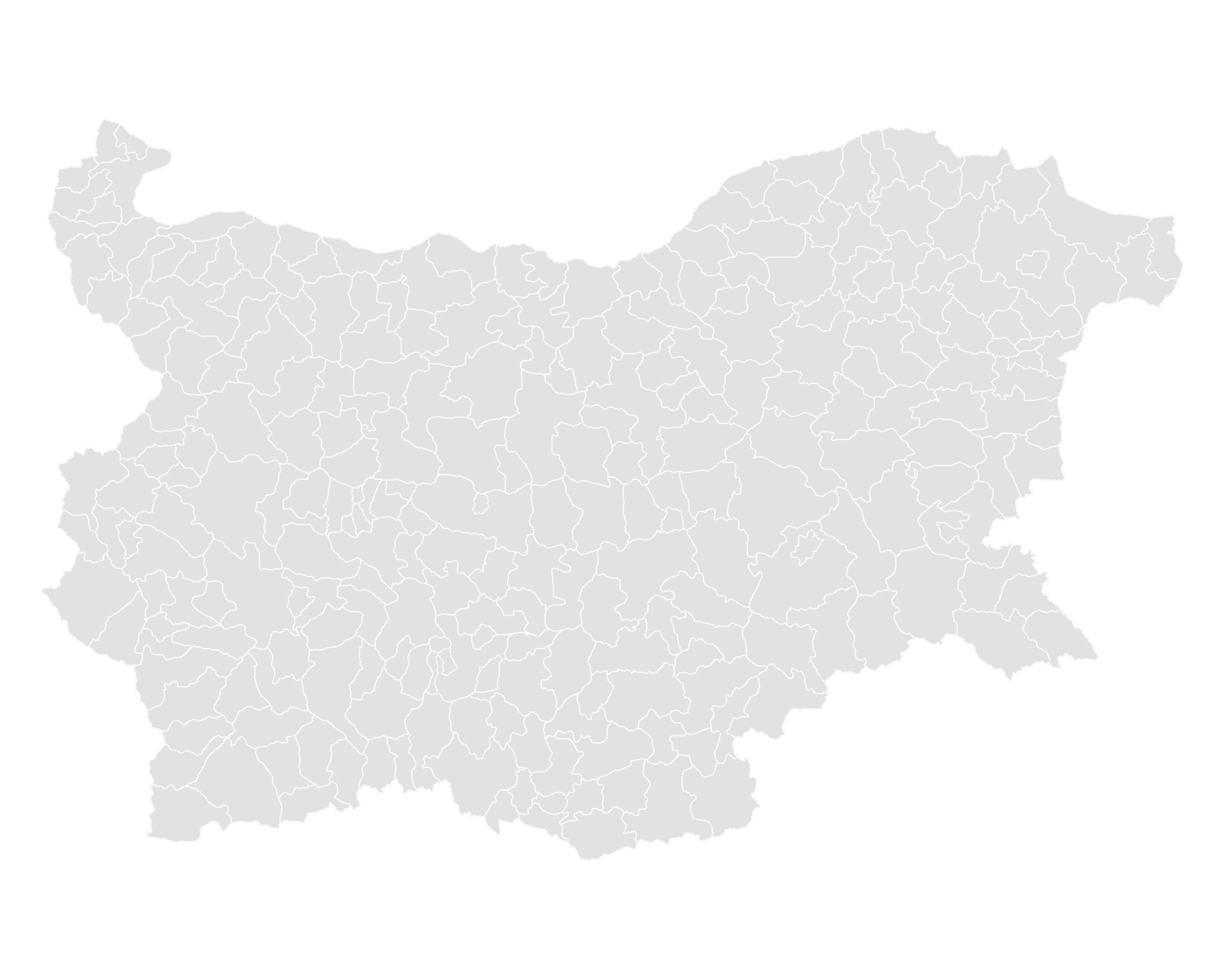
البلديات في بلغاريا.

بلغاريا هي دولة وحدوية. منذ 1880 في، تفاوت عدد من الوحدات الإدارية الإقليمية من سبعة إلى 26. بين عامي 1987 و 1999 الهيكل الإداري يتألف من تسع محافظات. وقد تم اعتماد هيكل إداري جديد بالتوازي مع اللامركزية في النظام الاقتصادي. ويشمل 27 مقاطعة ومحافظة العاصمة العاصمة (صوفيا-غراد). جميع المناطق أسماءها من العواصم الخاصة بكل منها. المحافظات ويقسم إلى 264 بلدية.
يتم تشغيل البلديات من قبل رؤساء البلديات، الذين يتم انتخابهم لمدة أربع سنوات، والمجالس البلدية المنتخبة مباشرة. بلغاريا هي دولة مركزية إلى حد كبير، حيث يعين المجلس الوطني من الوزراء مباشرة الحكام الإقليميين وجميع المحافظات والبلديات تعتمد اعتمادا كبيرا على أنه للحصول على التمويل.

### البلديات
المقاطعات تنقسم بدورها إلى 263 بلدية،

### أهم المدن
صوفيا هي عاصمة البلاد الرسمية وأكبر مدنها (حوالي 1,250,000 نسمة). المدن الكبرى الأخرى:-
- بلوفديف.
- فارنا.
- بورغاس.
- ستارازاغورا.
- بلفن.
- فيليكو ترنوفو.
- شومن.
- تارغوفيشته.
- بيرنيك.

وهناك العديد من المدن الأخرى الصغيرة مثل مدينة دراغويفو، بودغوريكا كوساركا.

## الثقافة

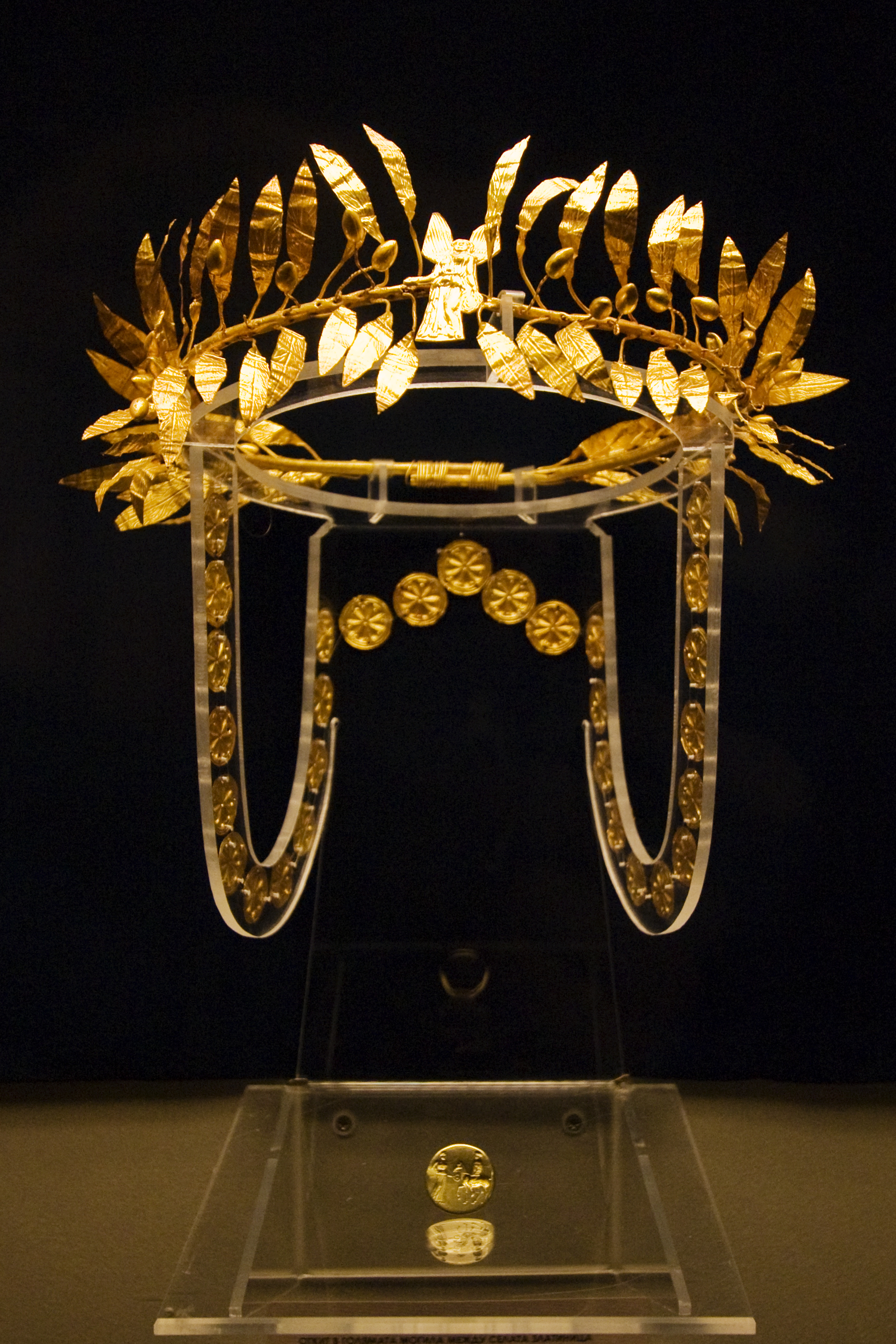
إكليل في المتحف الوطني التاريخي.

تحتوي الثقافة البلغارية التقليدية أساسا التراقي، والسلافية والبلغار التراث، جنبا إلى جنب مع اليونانية والرومانية والعثمانية والفارسية وسلتيك التأثيرات. وقد نقشت تسعة أشياء التاريخية والطبيعية في قائمة مواقع التراث العالمي لليونسكو: وفارس مادارا، القبور التراقية في سفيشتاري وكازانلاك، وكنيسة بويانا، دير ريلا، والكنائس المحفورة في الصخر من إيفانوفو، حديقة بيرين الوطنية، سربرنا محمية والمدينة القديمة من نيسبار نيستينارستفو. طقوس يتم تضمين النار الرقص من أصل التراقي، في قائمة التراث الثقافي غير المادي لليونسكو. النار هو عنصر أساسي من عناصر الفولكلور البلغاري، وتستخدم لإبعاد الأرواح الشريرة والأمراض. الفولكلور البلغارية في شخصه الأمراض مثل السحرة ولديها مجموعة واسعة من المخلوقات، بما في ذلك لمياء، صمديفا (فيلا) وكاركندزلا. بعض العادات والطقوس ضد هذه الأرواح على قيد الحياة ولا تزال تمارس، وأبرزها كوكري وصرفكر. مارتنيتصا كما احتفل على نطاق واسع.
وكان مركز الثقافة السلافية في كل من الأول والإمبراطورية البلغارية الثانية خلال معظم العصور الوسطى. المدارس بريسلاف، أوهريد وترنوفو الأدبية التي تمارس التأثير الثقافي الكبير أنحاء العالم الأرثوذكسية الشرقية. العديد من اللغات في أوروبا الشرقية وآسيا تستخدم السيريلية السيناريو، التي نشأت في مدرسة بريسلاف الأدبية حوالي القرن 9. وتقدم في القرون الوسطى في الفنون والآداب وانتهى مع الغزو العثماني عندما تم تدمير العديد من الروائع، والأنشطة الفنية لم تعاود الظهور، حتى النهضة الوطنية في القرن 19. وبعد التحرير، والأدب البلغاري اعتمد بسرعة الأنماط الأدبية الأوروبية مثل الرومانسية ورمزية. منذ بداية القرن 20، العديد من الكتاب البلغارية، مثل إيفان فازوف، بنكهه سلافكوف، بييو يفرف، يوردان رادكليف وتزفيتان تودوروف اكتسبت أهمية. وفي عام 1981 حصل على جائزة الكاتب ولد البلغارية-إلياس كانيتي جائزة نوبل جائزة في الأدب.

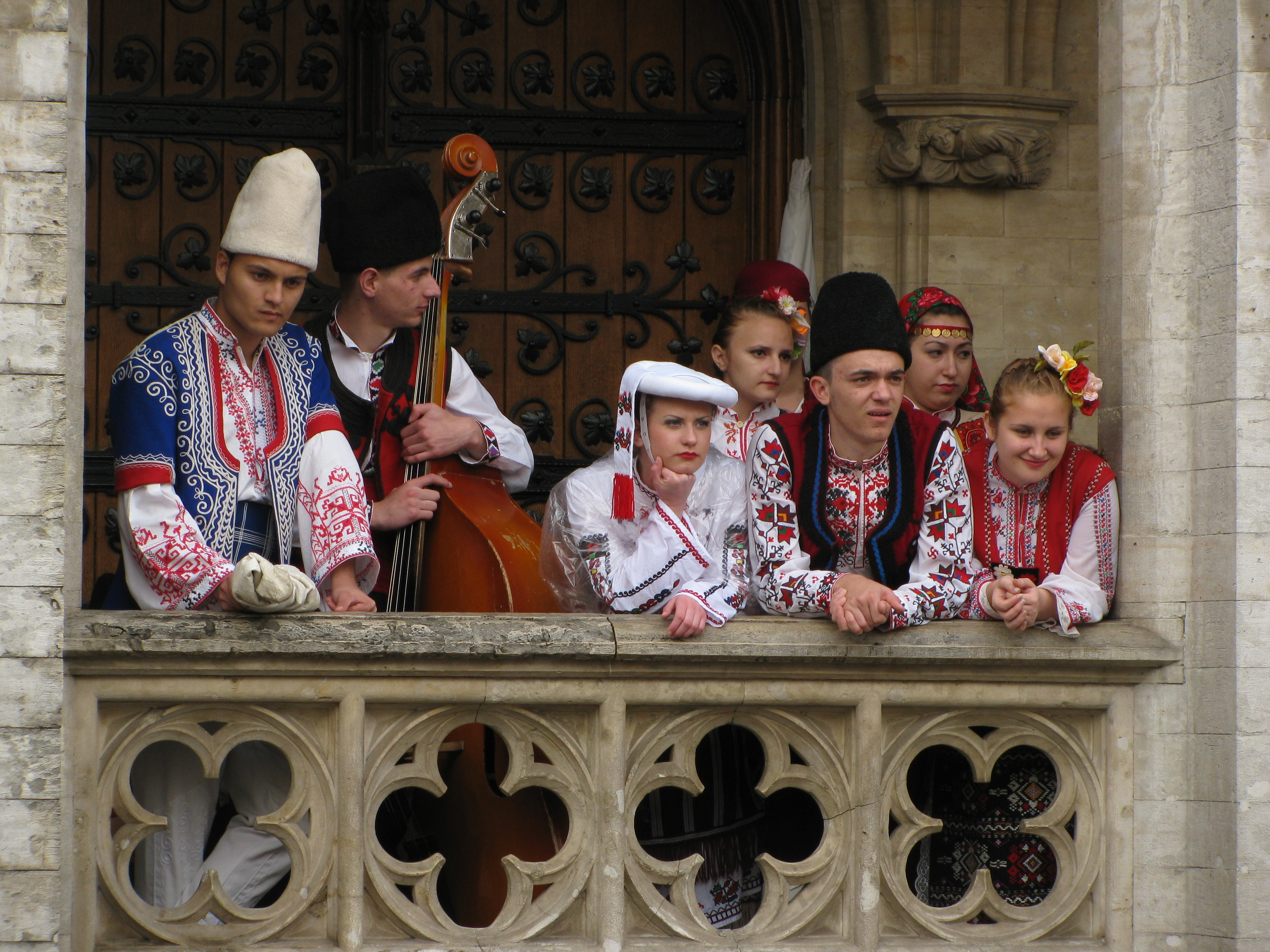
الراقصات الشعبية البلغارية والموسيقيين في اللباس التقليدي.

الموسيقى الشعبية البلغارية هو إلى حد بعيد الفن التقليدي الأكثر شمولا، وقد وضعت ببطء على مر العصور كما مزيج من التأثيرات الشرقية والغربية. أنه يحتوي على الشرق الأقصى، الشرقية، في القرون الوسطى الأرثوذكسية الشرقية والقياسية النغمية وسائط أوروبا الغربية. والموسيقى لها صوت مميز ويستخدم مجموعة واسعة من الأدوات التقليدية، مثل جدولك، غيداء (مزمار القربة)، قفل وتبان. ويمتد واحدة من أهم السمات المميزة الوقت متوازن، والذي لا يوجد له نظير في بقية الموسيقى الأوروبية. وتلفزيون الدولة أنثى صوتي جوقة هو الأكثر شهرة أداء الفرقة الشعبية، وحصل على جائزة جرامي في عام 1990. التأليف الموسيقي مكتوبة بلغاريا يمكن أن ترجع إلى العصور الوسطى المبكرة وأعمال يا كوكوزل (ج. 1280-1360). وتمثل الموسيقى الكلاسيكية والأوبرا والباليه من الملحنين إيمانويل منولف، بانشو فلاديجرف وجورجي أتاناسوف والمطربين غنى ديميتروفا، بوريس خريستوف ونيكولاي غيرف. اكتسبت الأداء البلغارية شعبية في العديد من الأنواع الأخرى مثل الصخور التقدمية (FSB)، إلكتروبوب (ميرا أرويو) والجاز (معلش يفايف ).

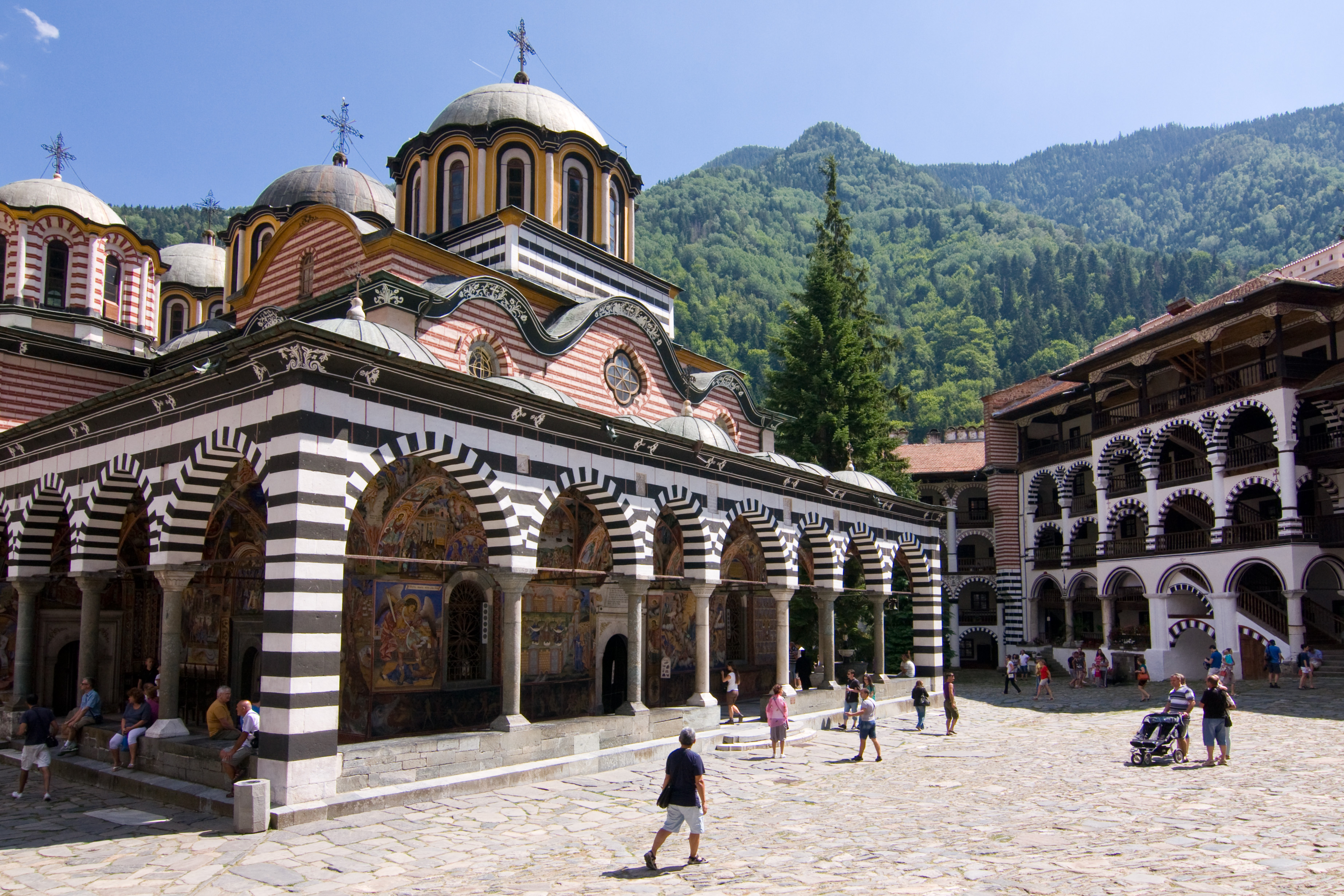
دير القديس إيفان ريلا.

ويشمل التراث الفنون البصرية الديني جدارية، جداريات والرموز، وكثير من إنتاج مدرسة القرون الوسطى ترنوفو الفنية فلاديمير ديميتروف، نيكولاي دولغرف وكريستو هي بعض من الفنانين البلغاري المعاصر الأكثر شهرة تبقى صناعة الأفلام الضعيفة: في عام 2010، أنتجت بلغاريا ثلاثة أفلام روائية وفيلمين وثائقيين مع التمويل العام. يتم الإعلان عن الفعاليات الثقافية في أكبر وسائل الإعلام، بما في ذلك الإذاعة الوطنية البلغارية، والصحف اليومية دنف ترود، دنيفنيك و 24 شاسا.
في حين يتم التحكم أقسام رئيسية من وسائل الإعلام بلغاريا من قبل كيانات الدولة، بما في ذلك التلفزيون البلغاري الوطني، والإذاعة الوطنية البلغارية، وكالة الانباء البلغارية، يعتبر التقرير عموما لن يكون منحازا بسبب التدخل الحكومي المباشر، رغم عدم وجود تشريعات محددة للحفاظ على هذا. وسائل الإعلام كتب لا يوجد لديه قيود قانونية، وعدد كبير من المحطات التلفزيونية والإذاعية الخاصة موجودة أيضا. على الرغم من هذا، وسائل الإعلام البلغارية التقليدية تعاني من ضغوط اقتصادية وسياسية سلبية، وظهرت حالات الرقابة الذاتية. وفي الوقت نفسه، وسائل الإعلام الإنترنت هو في تزايد شعبية بسبب افتقارها إلى الرقابة وتنوع المحتوى والآراء التي توفرها.

## العلوم والتكنولوجيا

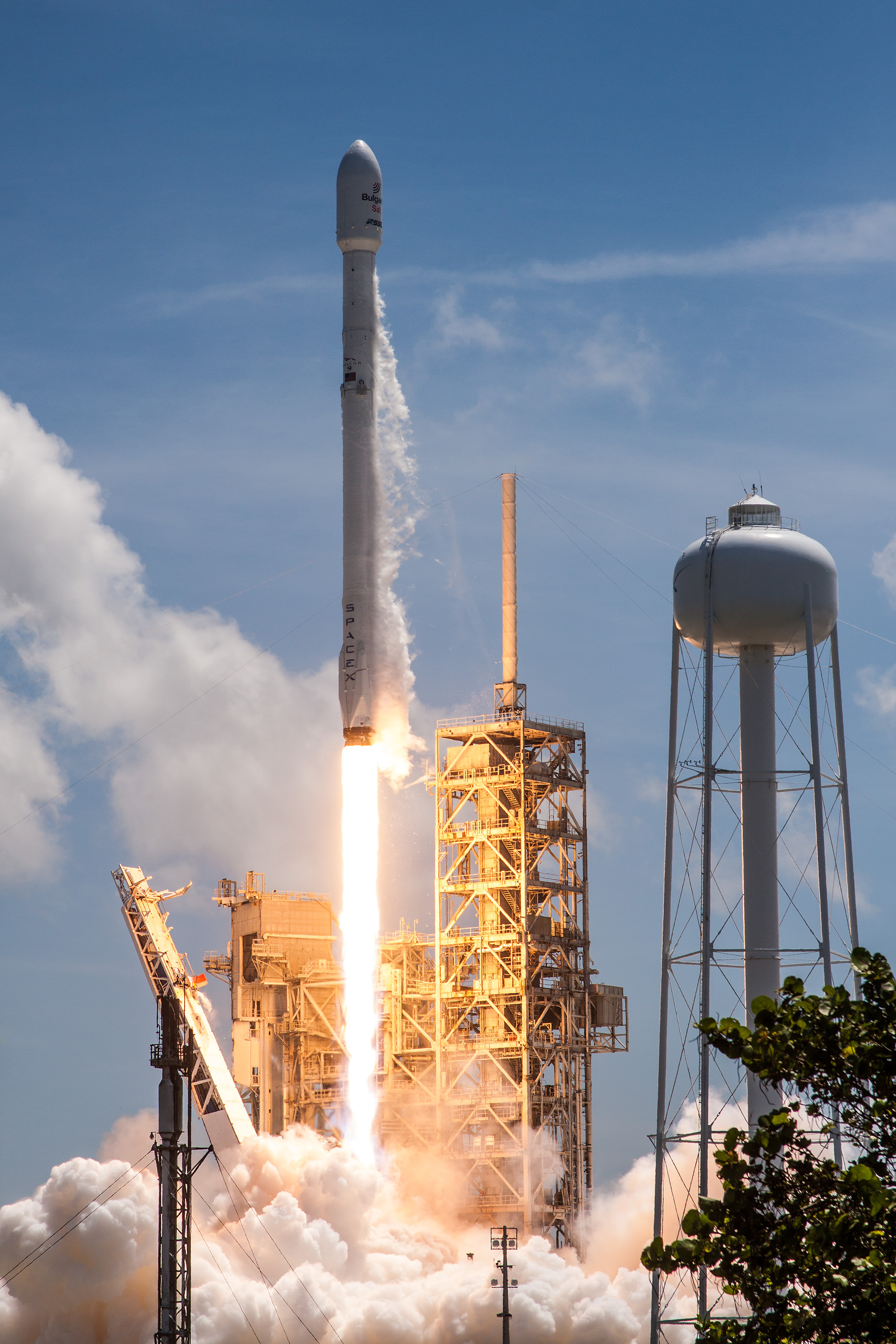
The launch of BulgariaSat-1 by SpaceX

يبلغ الإنفاق على البحث والتطوير نحو 0.78% من الناتج المحلي الإجمالي، ويذهب الجزء الأكبر من تمويل البحث والتطوير العام إلى الأكاديمية البلغارية للعلوم. استحوذت الشركات الخاصة على أكثر من 73% من نفقات البحث والتطوير، ووظفت 42% من إجمالي 22 ألف باحثٍ في بلغاريا عام 2015. في نفس العام، احتلت بلغاريا المرتبة 39 من أصل 50 دولة في بلومبيرغ إل بي، وكانت أعلى درجات التقييم لقطاع التعليم (المرتبة 24) وأدنى الدرجات كانت للتصنيع ذي القيمة المضافة (المرتبة 48). احتلت بلغاريا المرتبة 38 في مؤشر الابتكار العالمي عام 2023. أدى النقص المتزامن في الاستثمار الحكومي في الأبحاث منذ ذ990 إلى إجبار العديد من المتخصصين في العلوم والهندسة على مغادرة البلاد.
على الرغم من نقص التمويل، فإن الأبحاث في قطاعات الكيمياء وعلم المواد والفيزياء لا تزال قوية. تجرى أبحاث القطب الجنوبي بفعالية من خلال قاعدة كليمنت أوهريدسكي المقامة على جزيرة ليفينغستون غرب القارة القطبية الجنوبية. يولد قطاع تقانة المعلومات والاتصالات ثلاثة في المائة من الناتج الاقتصادي ويعمل به بين 40,000 شخص
 و 51,000 مهندس برمجيات. عُرفت بلغاريا باسم "وادي السيليكون الشيوعي" خلال الحقبة السوفيتية نظرًا لدورها الرئيسي في إنتاج تكنولوجيا الحوسبة لمجلس التعاون الاقتصادي. كما أن الجهود المتضافرة التي بذلتها الحكومة الشيوعية لتعليم مهارات الحوسبة وتكنولوجيا المعلومات في المدارس جعلت بلغاريا بشكل غير مباشر مصدرًا رئيسيًا لفيروسات الحاسوب في الثمانينيات والتسعينيات. تعد الدولة رائدة إقليميًا في مجال الحواسيب الفائقة: فهي تشغّل Avitohol، أقوى كمبيوتر عملاق في جنوب شرق أوروبا، وستستضيف واحدًا من ثمانية بيتاسكيل التعهد الأوروبي المشترك للحوسبة عالية الأداء الحواسيب العملاقة.
قدّمت بلغاريا العديد من المساهمات في مجال استكشاف الفضاء. ويشمل ذلك قمرين صناعيين علميين، وأكثر من 200 حمولة و 300 تجربة في مدار الأرض، بالإضافة إلى رائدي فضاء اثنين منذ عام 1971. كانت بلغاريا الدولة الأولى التي زرعت قمحاً وخضراوات في الفضاء باستخدام دفيئة زراعية قائمة على نظام نمو النباتات Svet في محطة الفضاء مير. وقد شاركت في تطوير المرصد الفيزيائي الفلكي الدولي "غرانات" لدراسة علم فلك أشعة غاما وبرنامج فيغا،خاصة في نمذجة خوارزميات المسارات والتوجيه لمسباريّ فيغا. استخدمت الأدوات البلغارية في استكشاف المريخ، بما في ذلك مقياس الطيف الذي التقط أول صور مطيافية عالية الجودة لقمر المريخ فوبوس باستخدام المسبار فوبوس-2. العديد من هذه الأدوات رُكّبت في محطة الفضاء الدولية والمسبار القمري شاندرايان 1 . ثمّة مهمة قمرية أخرى، وهي بيريشيت التابعة لـ SpaceIL، جُهّزت أيضًا بحمولة تصوير بلغارية الصنع. أطلقت بلغاريا أول أقمارها الصناعية المتزامنة مع الأرض —BulgariaSat-1 — بواسطة سبيس إكس عام 2017.

## الحواشي
1. ↑  19 February in the تقويم يولياني used at the time.
2. ↑  22 September in the تقويم يولياني used at the time.

## وصلات خارجية
- مجلس الوزراء
- موقع الرئاسة البلغارية
- الملكية في بلغاريا، والاستثمارات والخدمات القانوني
- المسلمون البلغار جرح ينزف ولا مضمد له

1. ↑  قد يكون العدد الرسمي للمواطنين الغجر أقل من العدد الفعلي